# Epimenia australis
Epimenia australis is een Solenogastressoort uit de familie van de Epimeniidae. De wetenschappelijke naam van de soort is voor het eerst geldig gepubliceerd in 1897 door Thiele.